# Courtney Kupets
Courtney Anne Kupets (Bedford, 27 de Julho de 1986) é uma ex-ginasta norte-americana que competiu por provas de ginástica artística.
Kupets fez parte da equipe norte-mericana que conquistou a medalha de prata nos Jogos Olímpicos de 2004 em Atenas. Em campeonatos mundiais, arquivou duas vitórias. Nos campeonatos universitários, conquistou treze medalhas, entre elas nove individuais e o tricampeonato do concurso geral. Em 2009, após conquistar o prêmio da vigésima edição do AAI Award, onze anos de carreira e duas cirurgias, aposentou-se das disputas gímnicas.

## Carreira
Kupets começou a praticar ginástica aos três anos, por seguir sua irmã mais velha, Ashley, ao ginásio Hill's Gymnastics. Nele, passou a treinar com Kelly Hill. Em 1998, aos doze, competiu nacionalmente, obtendo como melhor colocação o sétimo lugar no solo. No ano seguinte, no Campeonato Americano Júnior, foi a quarta colocada geral.
Em 2001, ainda sem conquistar medalhas, caiu cinco colocações e terminou o Nacional Americano em nono no individual geral. Internacionalmente, no Grand Prix de Glasgow, conquistou duas quartas posições em duas finais por aparelhos: barras assimétricas e salto. No ano posterior, aos dezesseis ano e na categoria sênior, conquistou a medalha de prata no concurso geral. Em outra edição do Nacional Americano, foi a oitava. Mais adiante, em estreia mundial, disputou o Campeonato de Debrecen, na Hungria, que não contou com a prova por equipes. Nele venceu a prova das barras assimétricas ao superar a romena Ioana Petrovschi e a russa Ludmila Ejova.
Em 2003, atingiu dois pódios na Copa América: foi medalhista de prata geral e de ouro nas barras assimétricas. No Nacional e no US Classic foi a vencedora do all around. Mais adiante, competiu no Mundial de Ananheim, Califórnia, no qual ajudou a equipe norte-americana a conquistar a medalha de ouro. No entanto, durante as rotações, a ginasta sofreu uma lesão no tendão de Aquiles do lado esquerdo, ao tentar o movimento arabian no solo. Kupets parou o restante dos meses, voltando apenas em 2004, ano este em que tornou-se bicampeã nacional e campeã do individual geral no Pré-Olímpico. Qualificada para os Jogos de Atenas, na Grécia, classificou-se para quatro finais: por equipes, conquistou a medalha de prata, em prova vencida pela seleção romena; no concurso geral, encerrou entre as dez primeiras, na nona colocação, em prova conquistada pela compatriota Carly Patterson; nos aparelhos, foi a quinta na trave e a medalhista de bronze nas assimétricas, ao ser superada pela francesa Émilie Le Pennec e pela companheira de seleção, Terin Humphrey.
Em 2006, competiu no NCAA Championships, no qual conquistou quatro medalhas de ouro: equipe, individual geral, barras assimétricas e trave. No ano seguinte, em seis finais, conquistou seis medalhas: por equipe, no concurso geral e no salto sobre a mesa, foi a vencedora; nas barras e no solo, foi a vice-campeã, e na trave, a terceira colocada. Em 2008 sofreu uma outra lesão no tendão de Aquiles, causada por tentar também o movimento arabian, dessa vez no lado direito. No ano seguinte, competindo novamente no NCAA Championships, ajudou a equipe da Geórgia a conquistar seu décimo título, o terceiro de Courtney. No individual geral, tornou-se tricampeã da prova e atingiu, ao fim da competição, o total de nove títulos individuais. Após conquistar o prêmio da vigésima edição do AAI Award, onze anos de carreira e duas cirurgias, aposentou-se das disputas gímnicas.

## Principais resultados
| Ano  | Evento                                    | AA               | Equipe           | Salto sobre o cavalo | Trave             | Barras assimétricas | Solo             |
| ---- | ----------------------------------------- | ---------------- | ---------------- | -------------------- | ----------------- | ------------------- | ---------------- |
| 1999 | Campeonato Nacional Americano (júnior)    | 4º               |                  |                      |                   |                     |                  |
| 2001 | Campeonato Nacional Americano (júnior)    | 9º               |                  |                      |                   |                     |                  |
| 2002 | Campeonato Nacional Americano (júnior)    | 8º               |                  |                      |                   |                     |                  |
| 2002 | Campeonato Mundial de Ginástica Artística |                  |                  |                      |                   | Medalha de ouro     |                  |
| 2003 | Copa América                              | Medalha de prata |                  |                      |                   | Medalha de ouro     |                  |
| 2003 | Campeonato Nacional Americano             | Medalha de ouro  |                  |                      |                   |                     |                  |
| 2003 | Campeonato Mundial de Ginástica Artística |                  | Medalha de ouro  |                      |                   |                     |                  |
| 2004 | Campeonato Nacional Americano             | Medalha de ouro  |                  |                      |                   |                     |                  |
| 2004 | Jogos Olímpicos                           | 9°               | Medalha de prata |                      | 5º                | Medalha de bronze   |                  |
| 2006 | NCAA Championships                        | Medalha de ouro  | Medalha de ouro  |                      | Medalha de ouro   | Medalha de ouro     |                  |
| 2007 | NCAA Championships                        | Medalha de ouro  | Medalha de ouro  | Medalha de ouro      | Medalha de bronze | Medalha de prata    | Medalha de prata |
| 2009 | NCAA Championships                        | Medalha de ouro  | Medalha de ouro  |                      |                   |                     |                  |